# Lester the Unlikely
Lester the Unlikely es un Videojuego de plataformas de 1993 desarrollado por Visual Concepts para Super Nintendo.

## Parcela
Al principio, un adolescente llamado Lester, que es "un poco geek" y "un poco somnoliento" recientemente recibió un nuevo número del cómic Super Duper Hero Squad. Lo estaba leyendo mientras caminaba por un muelle, hasta que se durmió junto a una caja de carga que yacía al lado de un buque de carga. Después de que él y la carga fueron cargados en el barco por una grúa y se alejaron, los piratas que lo hundieron lo secuestraron. Lester por suerte encontró un chaleco salvavidas y nadó hacia la isla más adyacente mientras el barco de carga se hundía. Lester debe encontrar su camino a casa explorando la isla en busca de alguien o algo que pueda ayudarlo a sobrevivir.

## Desarrollo
Bill Stanton fue el artista principal del proyecto y manejó fondos, mosaicos, sprites y adaptaciones de animaciones de rotoscopios. Eric Browning, artista principal de Visual Concepts (así como la voz de Lester), actuó como modelo de rotoscopio para el personaje principal. Browning lo describió como "uno de esos juegos que comienza demasiado ambicioso y termina siendo simplemente adecuado". Lester el Improbable fue uno de los seis juegos SNES programados por Brian Greenstone de Pangea Software. En el sitio web de Pangea, Greenstone escribió "Lester era un juego que nunca me gustó. No quiero hablar de eso".

## Recepción
Una revisión de Nintendo Power obtuvo un puntaje de 3.7 sobre 5, elogiando la animación que notaron similar a Prince of Persia y la dificultad. Sin embargo, no les gustó la cantidad limitada de continuos para un juego que requeriría que el jugador experimentara mucho para ganar el juego.